# Porcelánkopó
Az porcelánkopó (Porcelaine) egy francia kutyafajta.

## Történet
Kialakulása az 1600-as évekre tehető. Egyike a legrégibb francia kopóknak. Ősei között szerepel a már kihalt Montaimboeuf. A nagy francia forradalom idején ez a fajta is kipusztult, de az 1800-as évek közepén svájci kutyarajongók újra kialakították.  

## Külleme
Marmagassága 56-58 centiméter, tömege 25-28 kilogramm. Neve rövid és nagyon finom szőrzetének bámulatosan fényes, fehér alapszínére utal. Elszórtan, különösen a fülein, gyakran narancssárga jegyeket visel. Feje finom vonalú, fülei hosszúak. Könnyű csontozatú, izmos állat.  

## Jelleme
Élénk, barátságos. Kitűnő szaglású, jellegzetesen dallamos hangú falkakutya.  

## Képgaléria

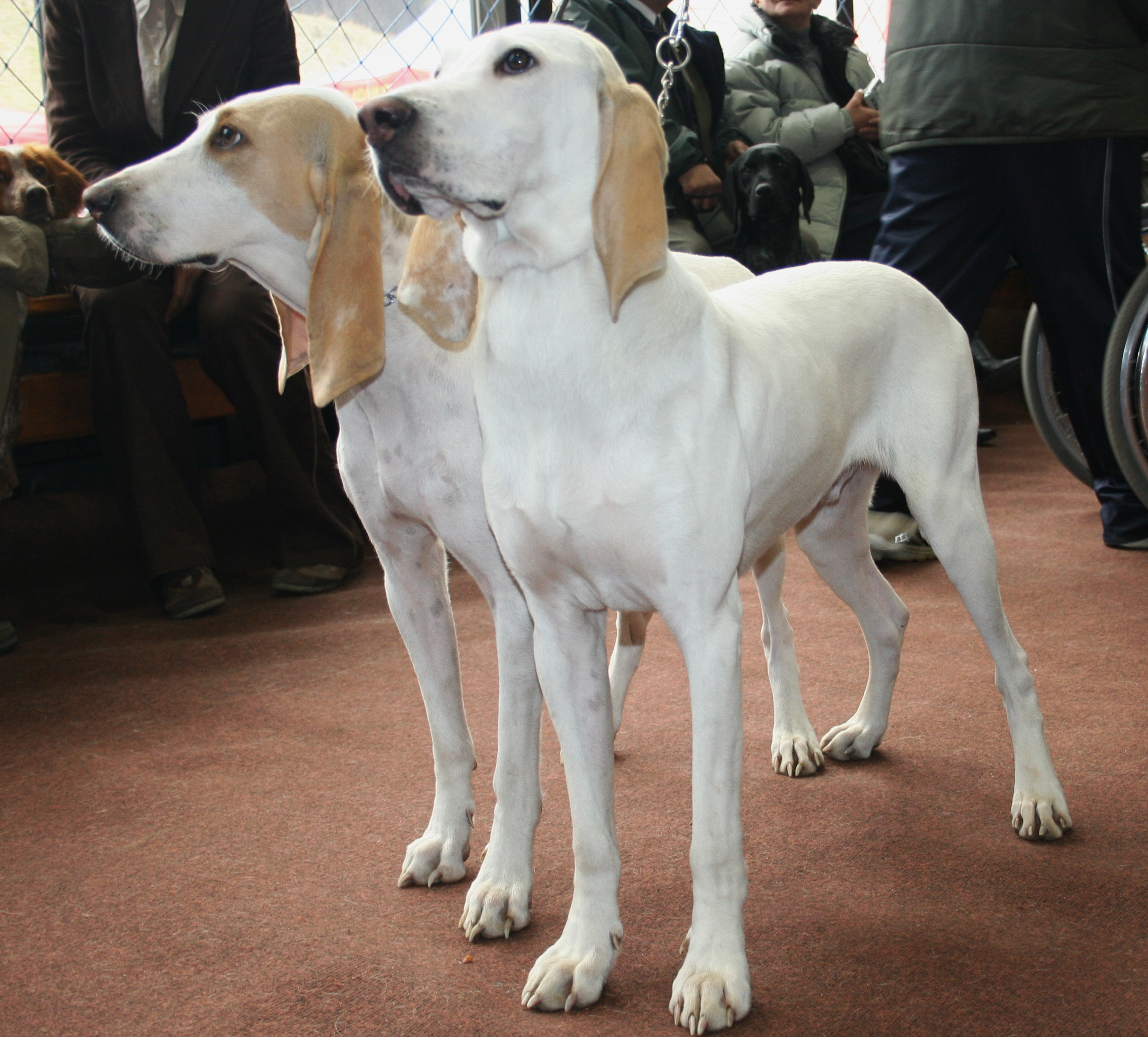
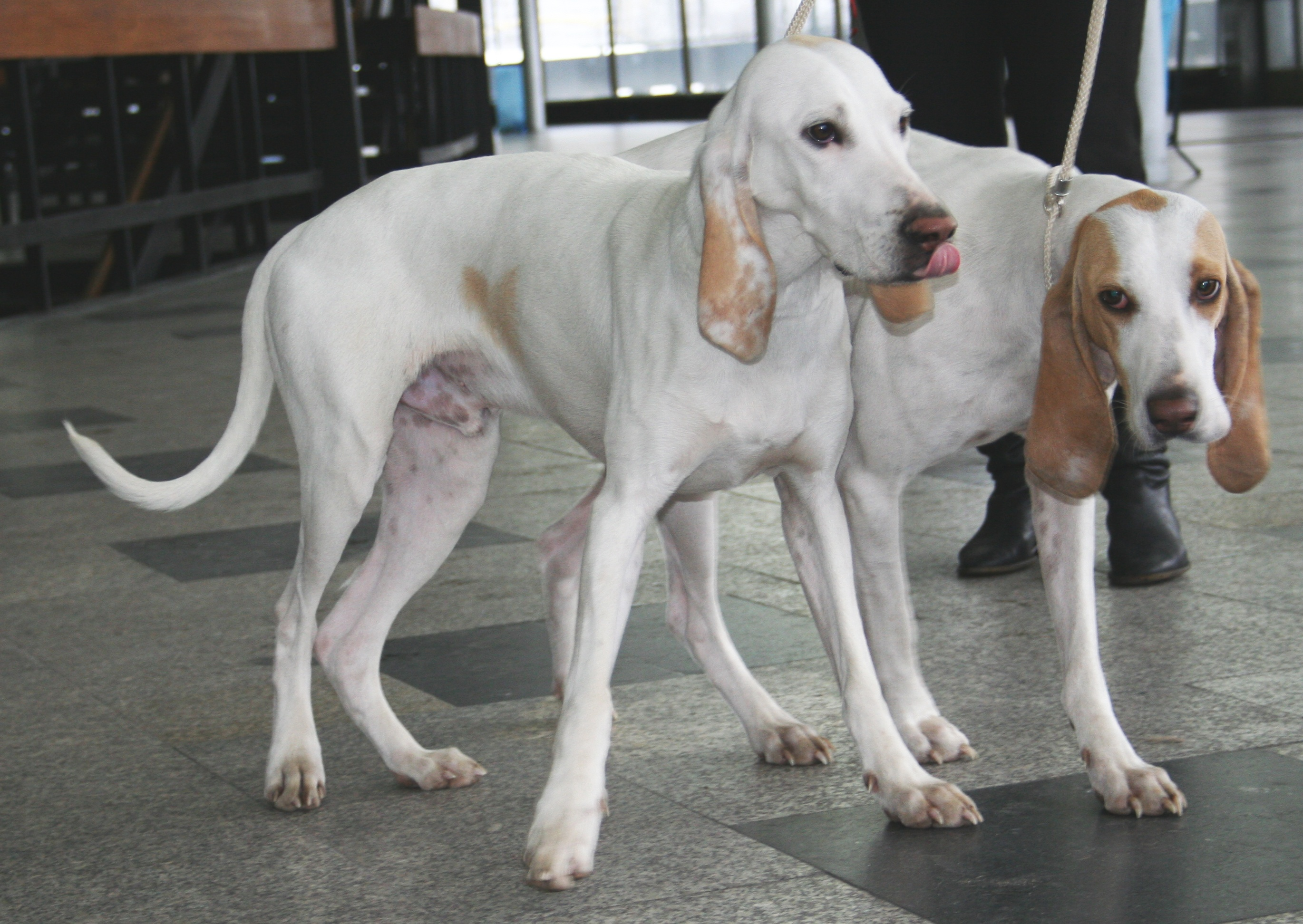
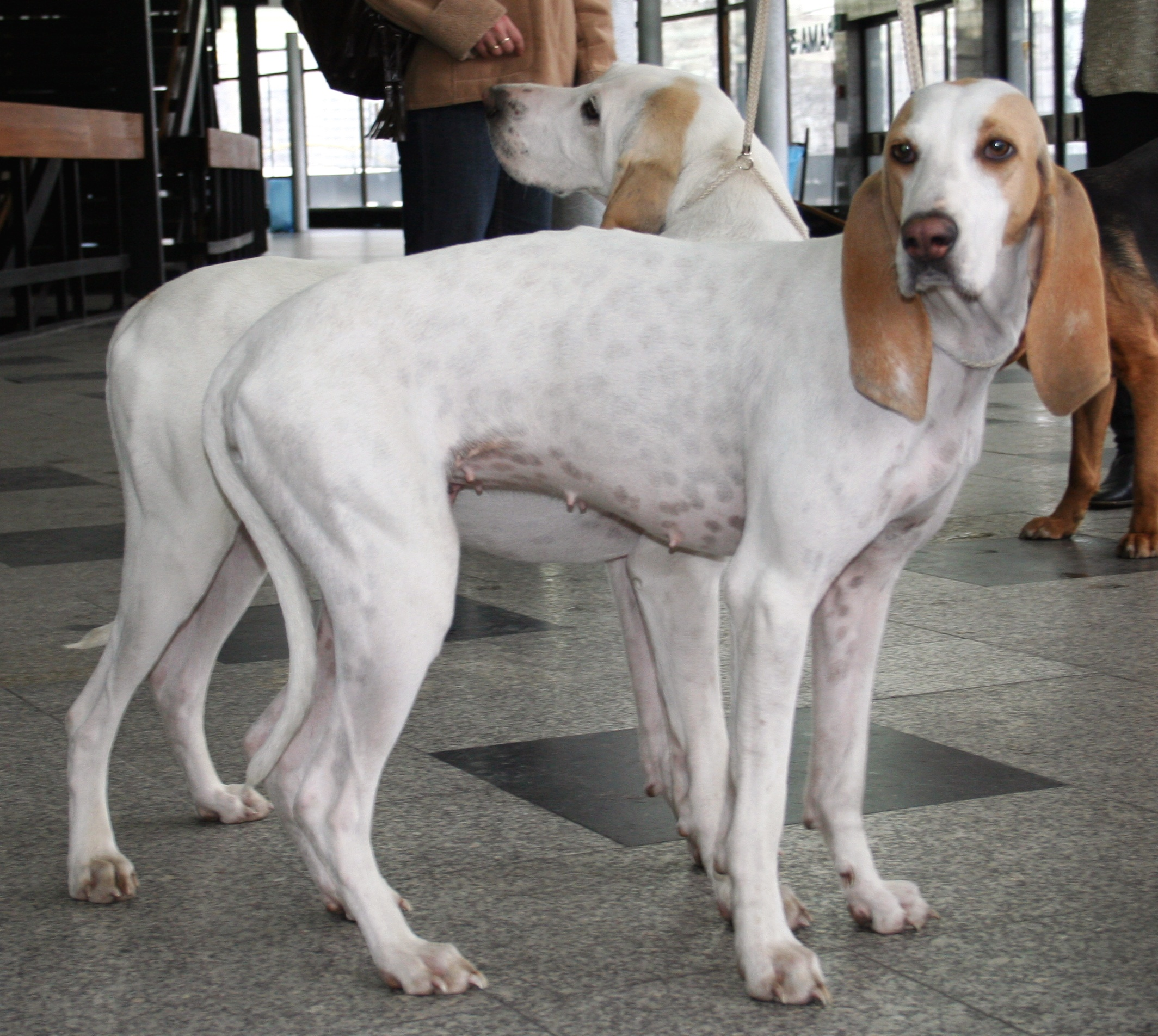
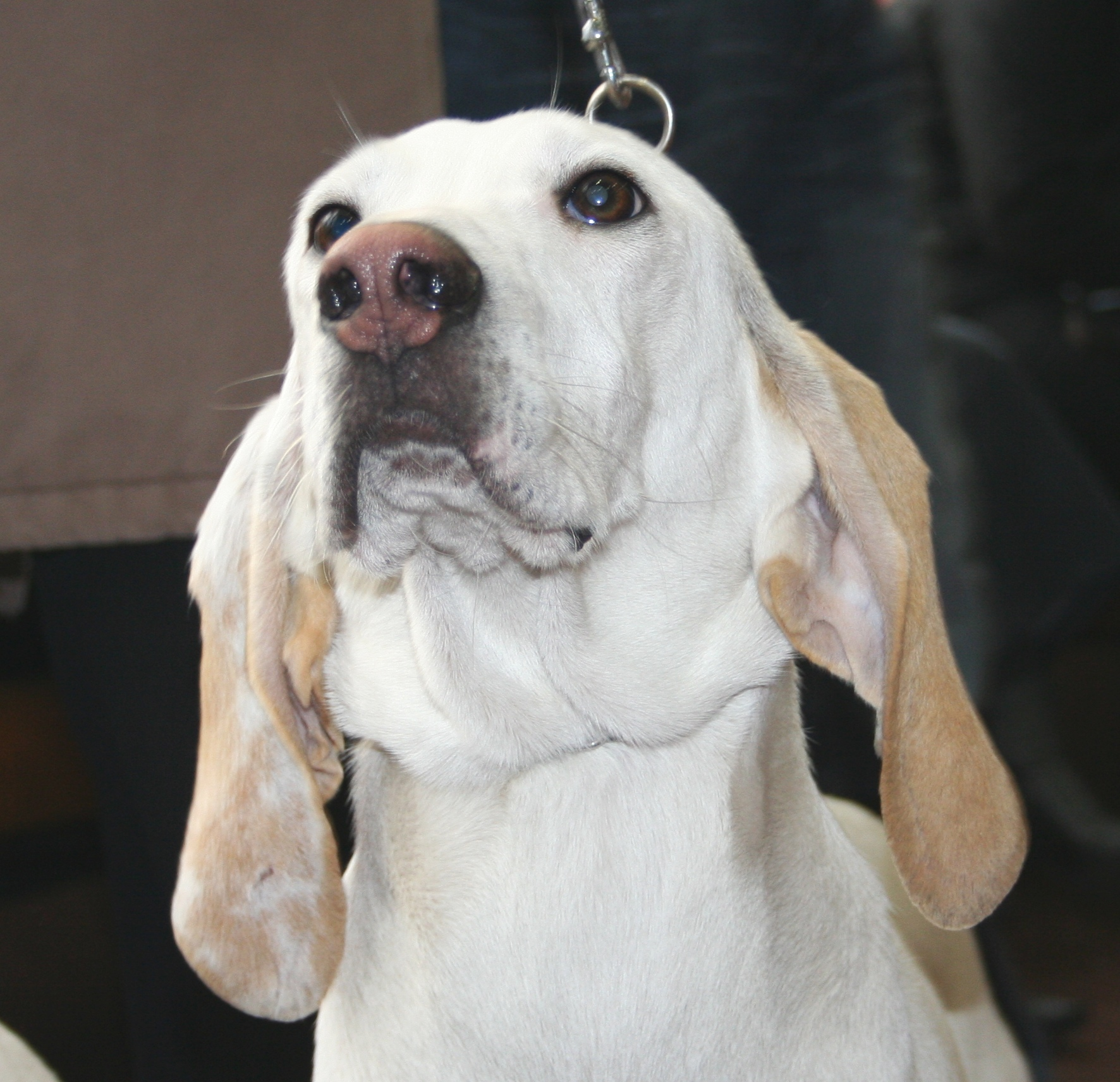